# Mimesis
Mimesis is Oudgrieks (μίμησις) voor 'nabootsing'. Een nabootsing wordt niet alleen bepaald door gelijkenis: serieproducten of eeneiige tweelingen zijn geen nabootsingen van elkaar. Er moet ook een verschil zijn: de nabootsing moet voor enkele zintuigen gelijken op het origineel, maar niet voor alle.

## Kenmerken
Heel wat nabootsingen geven een werkelijkheid weer die niet bestaat: denk aan de centaur. De centaur is samengesteld uit elementen van de bestaande werkelijkheid: paard en mens zijn de modellen. De centaur is het origineel dat zijn bestaan alleen te danken heeft aan de nabootsing. Mimesis weerspiegelt dus niet slaafs de bestaande werkelijkheid, ze schept een nieuwe werkelijkheid. De nabootsing van die zelfgeschapen wereld blijkt echter wel getrouw. En dat geldt ook als de weergave slechts suggestief is: wat in de nabootsing slechts wordt gesuggereerd, wordt in de geest vaak aangevuld.
Een spiegelbeeld lijkt visueel punt voor punt op het origineel, maar men kan het niet aanraken of horen. Daardoor is aan elke nabootsing meteen te zien dat het een nabootsing is. In dit opzicht onderscheidt de nabootsing zich van bedrog en trompe-l'oeil. 
Het tegenovergestelde van mimesis is diëgesis.

## Kunstfilosofie
In de kunstfilosofie verwijst de mimesistheorie of mimese naar de nabootsing van de werkelijkheid. De term werd gebruikt door Plato. Plato wees kunst (drama) als nabootsing af: een voorwerp is al een slechte weergave van een zuiver begrip; kunst is een gebrekkige weergave van een voorwerp en daarmee dus een gebrekkige weergave van een slechte weergave. Aristoteles, een leerling van Plato, oordeelde echter dat een goede nabootsing van de werkelijkheid een kunstwerk meer schoonheid gaf.
Zwart vierkant van Kazimir Malevitsj wordt door een aantal kunsthistorici beschouwd als een meesterwerk, het einde van een tijdperk en het begin van iets compleet nieuw. Iedereen zou dat schilderij kunnen maken want het vereist geen kunde of vaardigheden en het materiaal kost weinig. Hij tastte met zijn werk de regels van de mimetische kunst aan. Men moest zich de vraag stellen of kunst technische vaardigheid, een vorm van illusionisme, figuratie en onderwerp vereist. Die denkwijze is al lang achterhaald. Men beschouwt diegenen met de grootste vakkennis en bedrevenheid niet meer als de grootste kunstenaars.

## Mimesis in de literatuur
- Erich Auerbach - Mimesis. De weergave van de werkelijkheid in de westerse literatuur (1991) (Oorspronkelijke titel: Mimesis. Dargestellte Wirklichkeit in der abendländischen Literatur (1946)).